# Godefroy Wendelin
Godefroy Wendelin ou Vendelin, né Govaert Wendelen (6 juin 1580, Herck-la-Ville – 24 octobre 1667, Gand) était un astronome flamand. Il est également connu sous son nom latin Vendelinus. Son prénom est parfois orthographié Godefroid ou Gottfried.

## Biographie
Il s'installa en Provence de 1598 à 1612. En 1605, l'astronome fut témoin d'une éclipse à Forcalquier. Grâce à la protection d'André d'Arnaud, lieutenant général de la sénéchaussée dont il était le précepteur des enfants, il put s'installer au château des Graves, à Châteauneuf-Miravail puis continuer ses observations météorologique et astronomique sur la montagne de Lure. Il les fit au sommet du Contras (1 614mètres) dans son observatoire - sans doute une bergerie en pierre sèche - en 1604 et 1612, date à laquelle il retourna en Belgique.

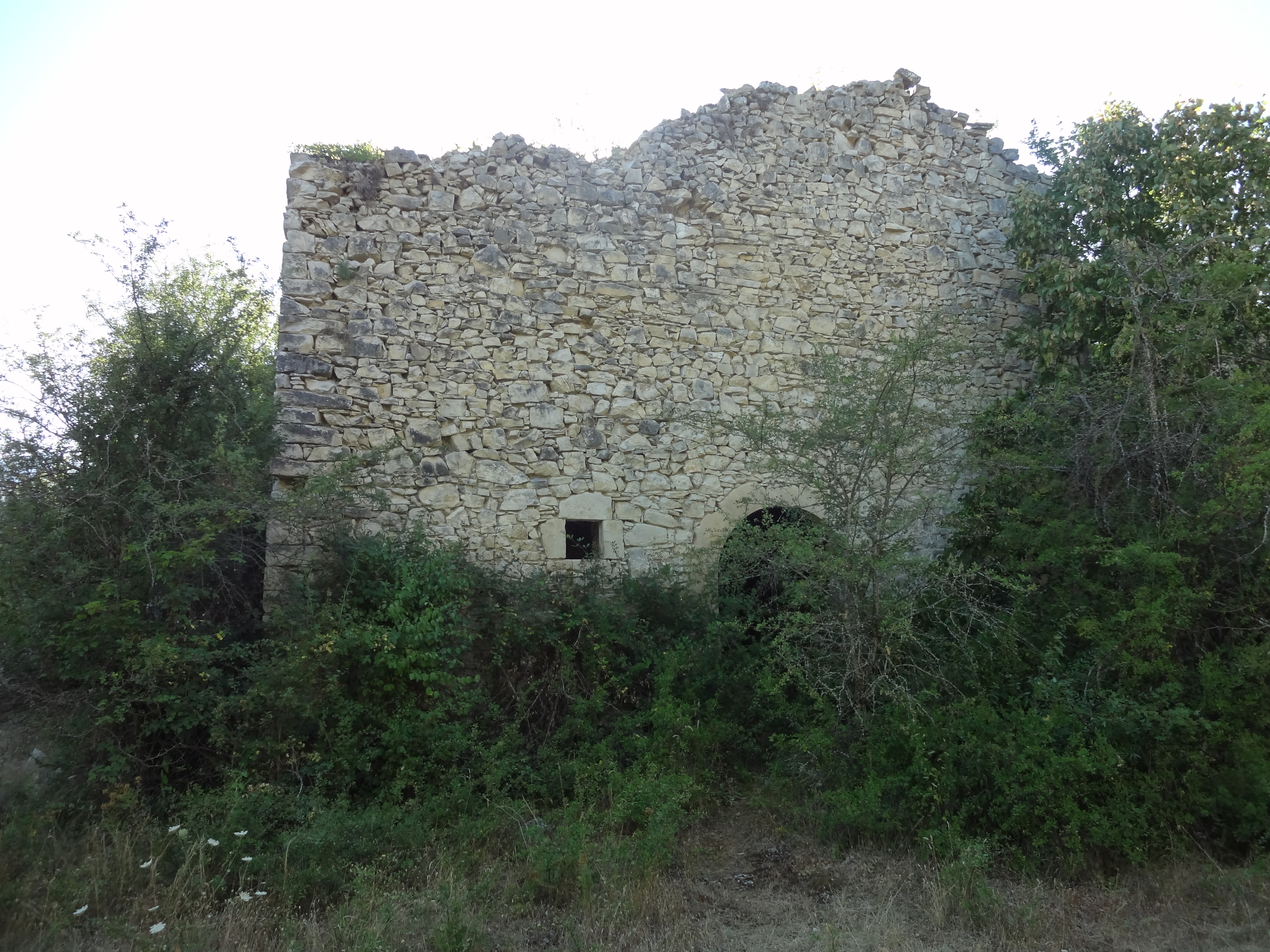
Château des Graves

Aux environs de 1630, il mesura la distance entre la Terre et le Soleil (unité astronomique) avec la méthode d'Aristarque de Samos. La valeur qu'il obtint était égale à 60 % de la valeur exacte (243 fois la distance de la Terre à la Lune alors que la vraie valeur est d'environ 384 fois ; Aristarque avait trouvé environ 20 fois).
À partir des observations des satellites de Jupiter Vendelin et son confrère Peiresc « furent les premiers à montrer que la troisième loi de Kepler s'appliquait aux satellites de Jupiter, apportant ainsi la preuve que ces lois étaient bien lois universelles. »
En 1643 il montra que la troisième loi de Kepler s'appliquait aux satellites de Jupiter.
Wendelin correspondit avec Michel Coignet, Mersenne, Gassendi et Constantijn Huygens.
Le cratère Vendelinus sur la Lune et l'astéroïde (16444) Godefroy portent son nom.